# Amen.
Amen., estilizado como AMEN., es una película del año 2002 dirigida por Costa-Gavras en la que se narra la supuesta complicidad con que la Santa Sede y varios países del mundo toleraron que el régimen nazi de Alemania avanzara en el exterminio de judíos durante la Segunda Guerra Mundial y está basada en la obra de teatro El vicario de Rolf Hochhuth.

## Sinopsis
Kurt Gerstein (Ulrich Tukur), un personaje real, trabaja en la Wehrmacht, depurando agua en el frente. Junto a otros protestantes consiguen detener el programa de eutanasia que las autoridades nazis llevan a cabo eliminando a los enfermos psíquicos.
Poco tiempo después Kurt empieza a trabajar surtiendo de productos químicos los campos de concentración que resultan ser de exterminio. Cuando se da cuenta de que se está produciendo un exterminio masivo y sistemático de los judíos trata de frenarlo recurriendo a los mismos dirigentes protestantes que habían frenado la campaña de eutanasia. Pero éstos no desean enfrentarse al poder nazi y menos para defender a los judíos. Luego de ver las atrocidades en un campo de exterminio, contacta por casualidad en un tren con el diplomático sueco Barón Göran von Otter y le pide ayuda. 
Tras sufrir varios rechazos y el deseo de no enterarse por parte de muchos, Kurt llega a ir a la propia Nunciatura Apostólica de Berlín para intentar que el Papa denuncie públicamente esta matanza, y aunque allí el Nuncio se niega a escucharlo, un joven jesuita, Ricardo Fontana (personaje ficticio), se interesa por su relato. Tratarán de hacer saber al mundo esta ignominia, sin éxito. Ricardo viajará a Roma, pero nadie, ni siquiera el propio Papa Pío XII parece interesarse por la suerte de los judíos.

## Reparto
- Ulrich Tukur: Kurt Gerstein

- Mathieu Kassovitz: Riccardo Fontana

- Ulrich Mühe: Médico de la SS

- Michel Duchaussoy: Cardenal

- Marcel Iureș: Pio XII.

- Ion Caramitru: Conde Fontana

- Friedrich von Thun: Padre de Gerstein

- Antje Schmidt: Esposa de Gerstein

- Günther Maria Halmer: Pastor Dibelius

- Michael Mendl: Monsignore Hudal

- Sebastian Koch: Rudolf Höß

## Crítica
Es una superproducción en términos fílmicos tradicional, con un enorme despliegue de equipos que recorren Alemania, Polonia e Italia; el profesionalismo en materia narrativa es tajante y su lenguaje -incluidos los diálogos, en un aséptico e impersonal inglés- transitan por lo convencional. 
Refiriéndose a la película dijo Costa-Gravas cuando estaba de visita en Buenos Aires para presentarla: 

“-El escándalo contra el papa Pío XII ya había tenido lugar; no valía la pena volver a empezar. Me interesé por la gente que había resistido y por la resistencia misma. Porque el tema principal de la película es el silencio, la indiferencia de las autoridades constituidas, políticas e intelectuales, y la resistencia de personajes más modestos. Se dice que en esa época el papa no habló, eso es seguro. Si se lo piensa bien, el Vaticano no es la Iglesia; es un Estado, con todos los atributos de un Estado, la diplomacia, etc. Lo que me interesó fue la actitud de dos personajes, cristianos verdaderos, un católico y un protestante, quienes en condiciones prácticas y difíciles resistieron. Tratan de avisar al mundo, de informar a sus jerarquías... Hacen todo lo que pueden, pero nadie reacciona y ellos llegan a sacrificarse por su filosofía cristiana. Eso es lo que me interesaba y para mí la película es una metáfora sobre nuestros silencios y nuestras indiferencias de hoy."

Más adelante recuerda que cuando empezaron las razias, los conventos y monasterios de Roma fueron abiertos con la orden de recibir a toda clase de fugitivos, fueran judíos, comunistas o gitanos y agrega

“Al mismo tiempo, salía un tren con 1200 judíos deportados; ahí el Vaticano calló. Entonces era el doble juego de, por un lado, proteger y, por otro, callar. La Iglesia dijo que había refugiado a 70.000, pero eso es imposible porque no había tantos conventos ni tantos judíos en Roma. Después de ese primer tren hubo otros, con cuatro o cinco mil más, pero fue con el tiempo. Pero quiero agregar algo: después de la guerra, los mismos conventos se abrieron también para nazis, merced a la intervención de varios cardenales conocidos, notoriamente el cardenal Coudal, que en la última escena del film ayuda a un jerarca SS a partir hacia la Argentina."